# Київська Трьохсвятительська духовна семінарія
Київська Трьохсвятительська духовна семінарія УГКЦ (КТДС) — вищий навчально-формаційний заклад Української греко-католицької церкви, заснований 3 червня 2010 року, розташований у с. Княжичах, Броварського району, Київської області.

## Заснування
Рішення про створення КТДС було ухвалено за результатами спільного засідання за участі Глави УГКЦ Блаженнішого Любомира (Гузара) та майбутніх співзасновників: Владики Степана (Менька), Екзарха Донецько-Харківського, Владики Василя (Івасюка), Екзарха Одесько-Кримського та Владики Йосафата (Говери), Екзарха Луцького, яке відбулося 27 травня 2010 року в селі Княжичах Броварського району.
3 червня 2010 року Блаженніший Любомир кардинал Гузар, Верховний Архієпископ Києво-Галицький видав декрет про заснування Між'єпархіальної Київської духовної семінарії. Покровителями семінарії було обрано трьох святих великих Архиєреїв: Василія Великого, Григорія Богослова та Івана Золотоустого.
19 вересня 2010 року Блаженніший Любомир торжественно освятив приміщення Київської Трьохсвятительської духовної семінарії. Перший набір студентів налічував 13 осіб.

## Завдання семінарії
Місією семінарії стала підготовка священнослужителів для північно-центральних, східних та південних теренів України. Відповідальним та опікуном семінарії безпосередньо є Його Блаженніший Святослав (Шевчук), Верховний Архієпископ Києво-Галицький, Предстоятель УГКЦ.
Блаженніший Любомир (Гузар) так пояснив необхідність постання цієї семінарії:
|  | «У Східних областях зголошуються кандидати, і є потреба, щоб вони були ближче до дому, ближче до того середовища, в якому вони будуть працювати. Чому Церква заохочує, щоб кожна єпархія мала свою семінарію? В той спосіб виховуються студенти, які виходять із тої спільноти, в якій вони будуть служити і це в’яже майбутніх священнослужителів із тим середовищем, в якому вони будуть працювати. А з іншого боку — єпархія, загальна спільнота, призвичаюється до своїх майбутніх душпастирів. Ми беремо до уваги нашу дійсність і розпочинаємо спільними силами між’єпархіальну семінарію». |

Блаженніший Патріарх Святослав (Шевчук) так сказав про Київську семінарію: «Про Київську семінарію тепер знають і в Римі, і в країнах Західної Європи, і в Північній Америці, і в Західній Канаді. До нашої семінарії, яка є невелика і наймолодша з усіх семінарій в Україні, вже сьогодні приходять люди, щоб спочити у її гілках. Вона стала особливим символом нашої Київської архиєпархії і навіть усієї нашої Церкви поза межами Галичини. Ця семінарія — це зерно Царства Небесного».

## Навчання
Навчання в КТДС триває протягом шести років. Перші три роки семінарист вивчає філософію, а наступні — богослов'я. Для кращого засвоєння матеріалу відбувається поступовий перехід від філософських дисциплін до богословських упродовж третього року навчання. Наприкінці першого курсу семінарист захищає творчу роботу з Катехизму УГКЦ, на третьому курсі — курсову роботу з філософії, на п'ятому — складає бакалаврський іспит із богослов'я, на шостому — захищає дипломну роботу з богослов'я. Також упродовж навчання семінаристи вивчають такі класичні та давні мови: церковнослов'янську, латинську, давньогрецьку та давньоєврейську (курс івриту інтегрований у навчальний процес лише у КТДС з-поміж усіх семінарій УГКЦ в Україні); а також сучасні мови: англійську та на вибір італійську чи німецьку.
Після завершення навчання в КТДС семінаристи мають можливість продовжити навчання в провідних католицьких університетах Європи. Зараз у Римі навчаються 4 студентів, які закінчили КТДС у 2016 році.

## Духовне виховання
Мета духовного виховання, згідно з уставом семінарії, — «допомогти людині, щоби кожний момент її життя ставав живою зустріччю із Богом. Віра повинна бути фундаментом життя та має стати свідченням переконання людини. Це духовне єднання з Христом, в якому життям людини керує Святий Дух. Така людина живе внутрішнім світом на зразок життя Пресвятої Тройці».
Складовими духовної формації семінаристів є спільнотне молитовне правило: Божественна літургія, богослужіння добового кола (вечірня, утреня, VI час), молебні та акафісти, панахиди, богослужіння великого посту.
Семінаристи мають постійну нагоду бути під проводом духівника, перед яким могли б відкрити своє сумління в атмосфері цілковитої щирості. Щотижня відбувається конференція з духівником, а щомісяця відбувається день духовної віднови — духовні вправи в цілковитій мовчанці.

## Діяльність семінарії
Семінаристи ведуть активне творче та суспільне життя. У КТДС діє:
1. Медіа-центр ім. арх. Гавриїла, який провадить семінарійний сайт, сторінки семінарії у мережі Facebook[5], відеоканал у YouTube[6];
2. Молитовне Братство Введення в Храм Пресвятої Богородиці, члени якого бажають більше часу присвячували молитві, пасторальній діяльності та спілкуванню одне з одним[7];
3. Семінарійний хор, який окрім семінарійних парафіяльних богослужінь провадить чимало святкових служб у Патріаршому соборі Воскресіння Господнього, на теренах Великої України. У доробку хору є два диски духовної музики: «У Божий храм» (2012-13) та «Слава Богу за все» (2016)[8].
4. Октет «Аксіос» -  вокальний ансамбль Київської Трьохсвятительської Духовної семінарії[9].
5. Музичний гурт «МетаНоя»[10].
6. Катехитична школа свв. рівноап. Кирила і Методія, у якій настоятелі семінарії та брати-семінаристи навчають парафіян (дітей та дорослих) семінарійного храму правди християнської віри[11].